# Symphlebia subtessellata
Symphlebia subtessellata là một loài bướm đêm thuộc phân họ Arctiinae, họ Erebidae.